# Шуляковський Олександр Вікторович
Шуляковський Олександр Вікторович (4 серпня 1906, Київ − 8 листопада 1979, Москва) — український радянський інженер, гітарний майстер, гітарист та педагог.

## Життєпис
Народився в Києві в родині Віктора Олександровича Шуляковського, який на той час служив на відповідальній посаді − наглядачем споруд та будівель Південно-західної залізниці. У вільний час батько захоплювався живописом та створював копії картин відомих майстрів.
До Жовтневого перевороту встиг закінчити два класи Першої київської гімназії, потім навчання довелося завершувати на робфаці, що дозволило підготуватися до вступу у Київський політехнічний інститут. У 1932 році завершив навчання в інституті, отримавши спеціальність інженера-електрика.
В перші роки роботи займався електрообладнанням електричного рухомого складу (електровозів, трамваїв, фунікулерів). Деякий час керував трамвайним трестом в м.Запоріжжя. З початком німецько-радянської війни був направлений на Урал в м.Нижній Тагіл на завод з виробництва танків де займався електрообладнанням, мав друковані праці за тематикою контактних мереж в транспорті.
Після війни не вже не зміг повернутися до рідного Києва, тому у 1946-1951 рр. працював на Чернігівській фабриці музичних інструментів. Спочатку на посаді начальника експериментального цеху, а згодом – головним інженером фабрики. В 1951-53 рр. − директор Одеської музичної фабрики піаніно, де впроваджував здобутий в Чернігові досвід конвеєрного виробництва. З 1954 року – знову в Чернігові, завідувач відділом акустики Чернігівської фабрики музичних інструментів.
У 1966-1968 рр. працював Києві, начальником виробничо-технічного відділу Головмузпрома УРСР. Формально це було підвищенням, та робота в Києві носила здебільшого бюрократичний характер. Тому у 1968 році О.В. Шуляковський вийшов на пенсію.
В 1972 році переїхав на постійне місце проживання спочатку в м. Люберці Московської області, де у місцевому палаці культури вів гітарну студію та займався ремонтом гітар. До переїзду з Києва підштовхнуло те, що син Віктор після служби в Радянській Армії закінчив театральне училище ім. Щукіна і служив в у 1973-1974 рр. в театрі ім. М.В. Гоголя, а з 1974 – в Театрі на Таганці. В 1976 році переїхав до Москви, де і помер у 1979 році.

## Творчий доробок
Все життя О.В. Шуляковський поєднував в собі інженера-електрика та музиканта, і в обох віхах свого життя досяг неабияких вершин. Саме ця обставина, а до того ж щира любов до народної музики, народних інструментів, та великий життєвий досвід, дали йому змогу стати й відмінним музичним майстром.
Перші уроки гри на гітарі засвоїв ще  в дитинстві від матері, а пізніше, у 1924-1927 рр., вивчав гітару в Одесі під керівництвом різних педагогів, в тому числі Захарія Івановича Кіпченко. З 15 років почав давати власні уроки гри на гітарі, керував самодіяльним оркестром народних інструментів і гітарним ансамблем.
Після повернення в 1927 році до Києва для навчання в КПІ, одночасно вступив на вечірнє відділення Київської консерваторії по класу народних інструментів під керівництвом професора М.М. Геліса (гітара, балалайка, мандоліна, домра). Грав на мандоліні та гітарі в очолюваному Гелісом оркестрі народних інструментів з перервами аж до 1940 року.
На всіх підприємствах, де Шуляковський працював у післявоєнний час, він створював та керував самодіяльними музичними ансамблями та оркестрами, виконуючи роль і диригента, і аранжувальника. Відомий мистецтвознавець професор В.П. Машкевич якось пожартував: «Якби Шуру Шуляковського одного на парашуті викинути на Північний полюс, то через пару тижнів там би виник оркестр білих ведмедів, які грають на гітарах і балалайках.»
У 1949-50 рр. паралельно з роботою на фабриці музичних інструментів викладав гітару в Чернігівській музичній школі. Коли в 1951 році Олександр Вікторович був переведений до Одеси директором одеської фабрики піаніно, він за сумісництвом  викладав в Одеській вечірній музичній школі  та читав лекційний курс з методики викладання гри на народних інструментах в Одеській консерваторії. Був першим педагогом знаменитих гітаристів Яна Пухальського і Костянтина Смаги.
Як тільки у 1954 році він знову повернувся до Чернігова, то сформував та очолив самодіяльний ансамбль народних інструментів. В 1965 році журнал «Україна» писав  про Шуляковського: «На музичній фабриці Олександр Вікторович веде ансамбль гітаристів. Цей маленький колектив не раз слухали в Чернігові, запрошували до Київської консерваторії. Інструменти у музикантів - свого виробництва. Третина гітар, що випускаються фабрикою, - зроблена за моделями, запропонованими самим Шуляковським … »
Керуючи на чернігівській і одеській фабриках роботою музичних майстрів, Олександр Вікторович проповідував простий принцип: «Робиш інструменти - вмій грати на них!», - і сам був тому прикладом. За його ініціативою в технікумі деревообробної промисловості, що діяв при Чернігівській музичній фабриці, ввели такі обов'язкові дисципліни:  основи акустики, курс гри на фортепіано та народних інструментах.
Протягом 20 років розробляв та підготував у вигляді друкованої праці методику викладання гри на гітарі, яка ввібрала в себе кращі риси зі шкіл гітарної класики різних багатьох країн. З 1968 р. ця праця, скорочена до вигляду самовчителя гри на Семиструнній гітарі, видавалася як безкоштовний додаток до нових гітар виробництва Чернігівської музичної фабрики. Зібрав велику бібліотеку з гітарного мистецтва, в якій були старовинні й рідкісні видання. 
Після виходу на пенсію у 1968 році Олександр Вікторович  весь свій вільний час зміг приділити іншій  улюбленій справі – власноручному, починаючи з розробки креслень, виготовленню гітар різних моделей і конструкцій. На основі аналізу робіт видатних майстрів минулого, помноженими на багаторічні інженерні спостереження, йому вдалося створити свої оригінальні моделі інструментів, які вирізнялися чудовою акустикою.
Інструменти ці швидко розходилися по друзях родини Шуляковських та його численних учнях, а з однією з гітар його син Віктор прийшов у 1974 році на прослуховування в Театр на Таганці, де замість читання драматичних уривків, віршів чи прози, співу чи танців зіграв на гітарі вальс «мі-мінор» О. Іванова-Крамського і першу частину «Астурії» І. Альбеніса, після чого Юрій Петрович Любимов прийняв його до театру. Актор та поет Володимир Висоцький, також залучений до прослуховувань, був вражений звучанням та зовнішнім виглядом гітари, та попросив виготовити схожу і йому.  
О.В. Шуляковський виготовив декілька гітар для Володимира Висоцького, які той високо цінував та користувався ними в своїх найвідоміших телевізійних та концертних виступах. Всього було виготовлено чотири або п'ять інструментів з різним оздобленням — з вирізом, з голівкою грифа у вигляді ліри, та навіть з двома грифами (за Шерцером). Також виготовив інструменти для багатьох акторів театру на Таганці: Валерію Золотухіну, Анатолію Васильєву, Івану Диховичному, Дмитру Межевичу, Станіславу Холмогорову.

## Родина
Син — Віктор Олександрович Шуляковський (нар. 1945) — російський актор театру та кіно, закінчив вище Театральне училище ім. Б.В. Щукіна, та з 1974 року працює в  Московському театрі драми та комедії на Таганці, заслужений артист Росії (2008).